# Saint-Michel-de-Saint-Geoirs
Saint-Michel-de-Saint-Geoirs is een gemeente in het Franse departement Isère (regio Auvergne-Rhône-Alpes) en telt 300 inwoners (2004). De plaats maakt deel uit van het arrondissement Grenoble.

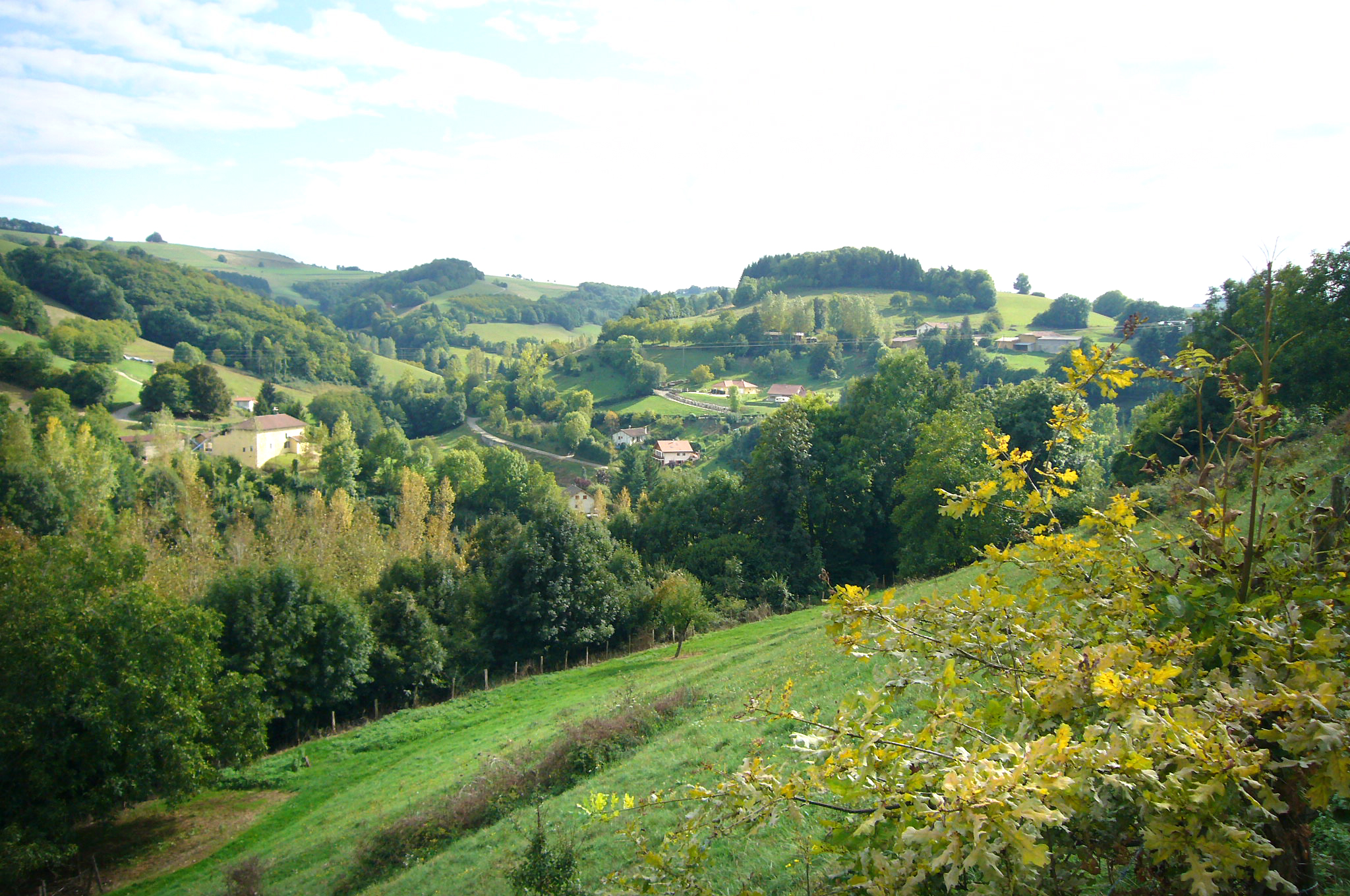
Saint-Michel-de-Saint-Geoirs
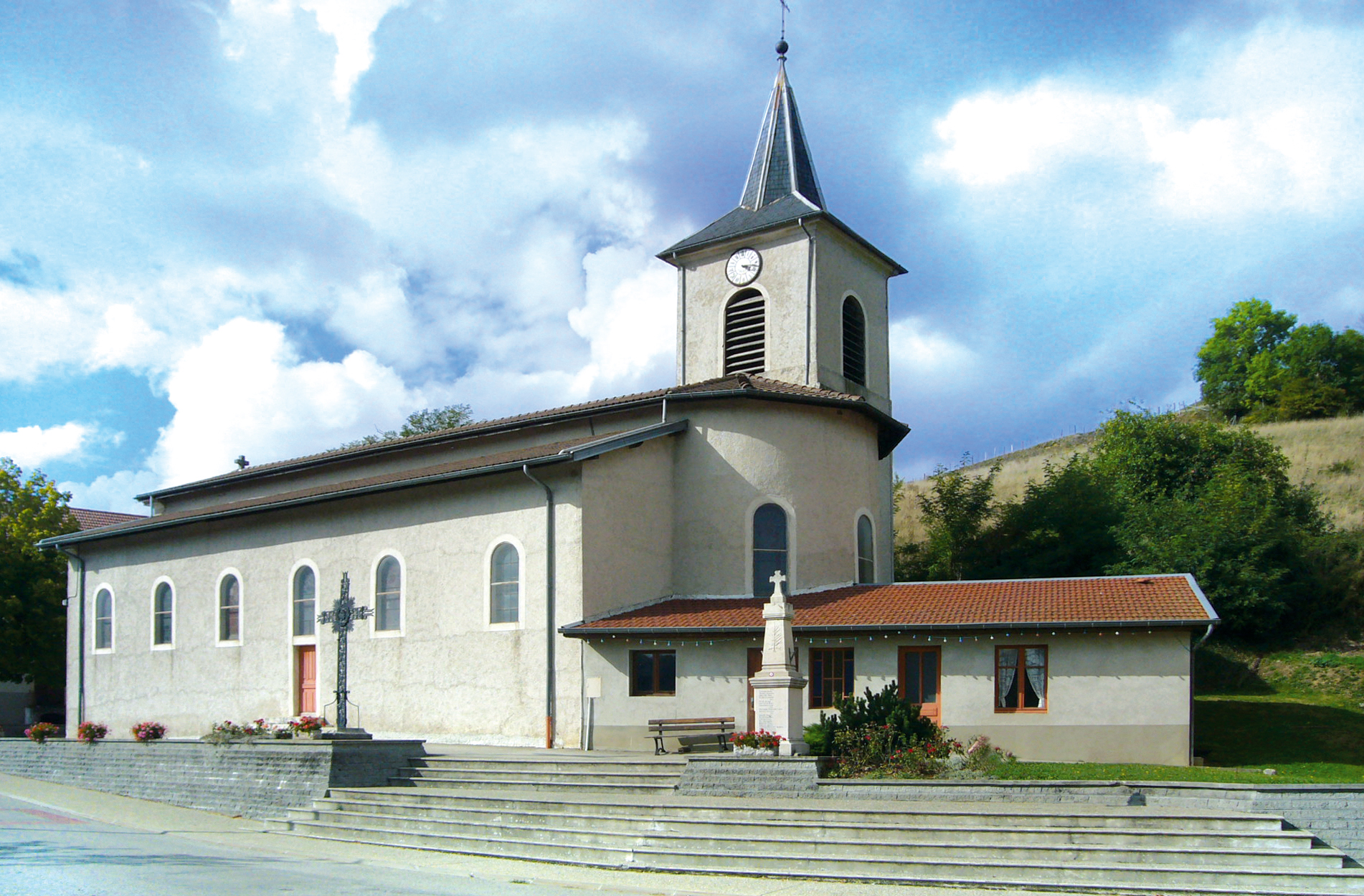
Kerk van Saint-Michel-de-Saint-Geoirs

http://st-michel-de-st-geoirs.fr/

## Geografie
De oppervlakte van Saint-Michel-de-Saint-Geoirs bedraagt 7,2 km², de bevolkingsdichtheid is 41,7 inwoners per km².
De onderstaande kaart toont de ligging van Saint-Michel-de-Saint-Geoirs met de belangrijkste infrastructuur en aangrenzende gemeenten.

## Demografie
Onderstaande figuur toont het verloop van het inwonertal (bron: INSEE-tellingen).